# Ark Mission
De stichting Ark Mission is een christelijke organisatie die tot 2018 bestond uit een uitgeverij (Ark Media) en een missionaire tak (Ark Mission). Per 1 januari 2018 werd de uitgeverij overgenomen door Royal Jongbloed. Sinds die datum bestaat Ark Mission uitsluitend uit ideële activiteiten ten behoeve van mensen in kwetsbare posities. De organisatie komt voort uit een fusie tussen de Vereniging tot Verspreiding der Heilige Schrift (VVHS) en de Bijbel Kiosk Vereniging.

## Geschiedenis

### Ontstaan van de Vereniging tot Verspreiding der Heilige Schrift (VVHS) en de Bijbel Kiosk Vereniging
In Engeland verspreidde de Scripture Gift Mission aan het begin van de 20e eeuw gratis Bijbels en traktaten. Dit inspireerde de Amsterdammer Marinus Heule zodanig dat hij in 1913 besloot in Nederland een gelijksoortige organisatie te starten, het Genootschap voor Bijbelverspreiding. Hij had veel geld verdiend met de handel in vastgoed dat hij gebruikte voor de nieuwe organisatie. In het eerste jaar werden al zeshonderdduizend Bijbelgedeelten verspreid, grotendeels via bestaande kerken en evangelisatiecommissies. Het Genootschap ontwikkelde daarnaast speciaal materiaal voor zondagscholen en evangelisatiecommissies, zoals kleine traktaten en wandteksten.
In de jaren twintig kwam het Genootschap in conflict met het Nederlands Bijbelgenootschap. Het NBG stelde dat beide organisaties door het publiek regelmatig door elkaar gehaald werden, vanwege de sterke naamsovereenkomst. De organisatie van Heule nam veel materiaal af bij het NBG en gaf uiteindelijk toe aan de druk. In 1924 werd de Vereeniging tot Verspreiding der Heilige Schrift aangenomen als nieuwe naam.
Twee andere gebeurtenissen zorgden in de jaren twintig voor spanning. Naast giften verkreeg de VVHS ook inkomsten door het houden van huis-aan-huiscollectes. Die moesten per gemeente apart worden aangevraagd en daarbij werd samengewerkt met plaatselijke predikanten. Die zorgden voor de vrijwilligers en kregen in ruil daarvoor een deel van de opbrengst. Gebrekkige communicatie was vaak aanleiding voor misverstanden rondom de precieze verdeling. Dat zorgde bij de autoriteiten voor wantrouwen, want zij vroegen zich af of de volledige opbrengst wel ten goede kwam aan de evangelisatie. Burgemeesters deden regelmatig navraag bij de politie van Amsterdam naar de vereniging, waardoor deze een heus dossier aanlegde van de organisatie. Het Centraal Archief en Inlichtingenbureau voor Maatschappelijk Hulpbetoon, de voorloper van Centraal Bureau Fondsenwerving, stelde een onderzoek. Uit het onderzoek kwamen uiteindelijk geen onrechtmatigheden naar voren, maar het leverde de VVHS in sommige kringen wel een slechte naam op.
De tweede gebeurtenis was gelinkt aan de predikant Johannes Geelkerken, die jarenlang voorzitter van de VVHS was geweest. Geelkerken was in opspraak geraakt binnen zijn kerkgenootschap de Gereformeerde Kerken in Nederland. Hij hield zich bezig met de vraag in hoeverre de Bijbel overal letterlijk genomen moest worden. In een preek zou hij hebben ontkend dat de slang in het scheppingsverhaal in het boek Genesis letterlijk had gesproken. Dit groeide uit tot een landelijk conflict dat ermee eindigde dat Geelkerken en een aantal medestanders de GKN verliet en een nieuw kerkgenootschap vormde dat zich na verloop van tijd weer aansloot bij de Nederlands Hervormde Kerk. Binnen de VVHS was er veel zorg over dat de negatieve publiciteit rond Geelkerken ook zijn neerslag zou hebben op de vereniging.
Naast Marinus maakte ook zijn deel Hendrik Heule deel uit van het bestuur. Deze begon vanaf 1928 met het organiseren van diensten in Wijk aan Zee. Daarnaast werden er op het strand Bijbelverhalen aan kinderen verteld en evangelisatielectuur uitgedeeld. Ter ondersteuning van dit project werd er op het strand een bijbelkiosk neergezet. Marinus zag niets in deze nieuwe werkvormen, waarop Hendrik teleurgesteld besloot een aparte organisatie te beginnen. In 1933 zag de Bijbel Kiosk Vereniging (BKV) het licht.

### Tweede Wereldoorlog
De Bijbel Kiosk Vereniging werd tijdens de Tweede Wereldoorlog door de Duitse bezetter geliquideerd. Dit gebeurde in 1942. De Duitsers hadden aanstoot genomen aan een kersttraktaat waarin gesproken werd over "wel zeer donkere tijden". Volgens historica Katinka Fikse-Omon moet de BKV de reactie van de Duitsers op de tekst "volledig hebben onderschat". Volgens haar heeft de vereniging “volledig onderschat waartoe de Duitsers in staat waren, ondanks de liquidatie van het Leger des Heils enkele maanden eerder". Ze noemt het “onbegrijpelijk” dat de echte naam van de schrijver op het traktaat stond en dat er geen enkele poging werd gedaan hem te beschermen door zijn naam te fingeren. De VVHS was de rest van de oorlog op haar hoede. Zij kreeg echter te maken met de toenemende papierschaarste waardoor er na verloop van tijd bijna niets meer gepubliceerd kon worden.

### Na de oorlog
De BKV maakte na de oorlog een doorstart. Gedurende de tweede helft van de jaren veertig werd zowel zij als de VVHS gehinderd in haar werk door de aanhoudende papierschaarste. Daardoor moesten er prioriteiten wat betreft wat gepubliceerd moest worden. De BKV begon met het versturen van veel materiaal naar de Nederlandse militairen in Nederlands-Indië. Na de machtsoverdracht bleef de organisatie betrokken door materiaal te sturen naar Indonesische kerken en zendingsorganisaties, aanvankelijk in het Nederlands, maar later vooral in lokale talen. Verder was er veel contact met landen waarmee Nederland historische of op een andere manier contacten mee had, zoals Zuid-Afrika en Australië, waar veel Nederlanders na de oorlog naartoe waren geëmigreerd. Vanaf de jaren zestig groeide ook de verspreiding van materiaal naar bijvoorbeeld Oost-Europa en andere delen van Afrika.
Na de oorlog begon beide organisaties te merken dat hun evangelisatiemethoden minder goed aansloegen dan in het verleden. Zo trokken de kiosken van het BKV minder bezoek en moest er volgens het bestuur een grotere kloof overbrugd worden dan vijftig jaar eerder. De opkomende evangelische beweging slaagde daar beter in met massale bijeenkomsten, maar beide organisaties hielden zich daar verre van. De BKV maakte wel een eigen film, maar ondanks het succes bleef het bij een eenmalig experiment.
Verder begonnen zowel de VVHS als de BKV te merken dat de achterban kritischer werd. Financiële steun was minder vanzelfsprekend en er werd meer financiële openheid gevraagd. Marinus Heule was in 1955 naar de Verenigde Staten gereisd om inspiratie op te doen. Na Amerikaans voorbeeld lag in nieuwe brochures de nadruk minder op tekst en was er meer ruimte voor foto's. Bij verschillende recensenten viel dat niet goed.
Aan het einde van de jaren vijftig stopten zowel Marinus als Hendrik Heule met hun werk vanwege ouderdom. Zijn zoon Carel volgde hem op als directeur bij het BKV. In de jaren zestig werden de opvolgers van beide broers gedwongen een nieuwe koers te gaan varen. De inkomsten uit giften liepen terug en de traktaten leken niet langer aan te slaan. Zij begonnen daarom steeds meer boeken uit te geven en ontwikkelden zich meer tot christelijke uitgeverijen dan evangelisatieverenigingen.
In de jaren zestig voerden de BKV en VVHS gesprekken om samen te gaan, maar die poging liep al snel dood. De VVHS timmerde in de jaren daarna meer aan de weg dan de BKV. Dat kwam mede door het veel commerciëlere beleid dat Carel ter Heule na zijn aantreden had ingezet. Hij had veel meer contacten met buitenlandse uitgevers, waardoor er regelmatig vertaalde uitgaven verschenen. Door die contacten had de VVHS meer oog voor ontwikkelingen en trends die zich in het buitenland voordeden. Zo deden medewerkers inspiratie op voor nieuwe producten, zoals fotokalenders en stripboeken. Er was veel meer sprake van doelgroepbeleid. De belangrijkste doelgroep waren de kinderen. De vereniging kocht de rechten van de The Picture Bible, een verstripte serie van de Bijbel, en introduceerde die in Nederland onder de naam De Bijbel in Beeld. Ondanks kritiek uit de achterban was de stripserie een groot commercieel succes.
Carel ter Heule verliet de VVHS in 1979. Kort na zijn vertrek kwam het bestuur erachter dat hij op eigen houtje verschillende financiële verplichtingen was aangegaan. Zo had de organisatie zich financieel garant gesteld voor de hypotheken van twee medewerkers. Toen de medewerkers deze leningen niet konden aflossen was de VVHS gedwongen twee huizen op te kopen. Verder was het aankoopbeleid van de nieuwe directeur Casper Graafstal geen succes. Hij kocht regelmatig voor veel geld de rechten van buitenlandse uitgaven die uiteindelijk helemaal niet geschikt waren voor de Nederlandse markt. Hij verliet de VVHS in 1982 en werd opgevolgd door Hans Ruijsink.
De BKV verhuisde in 1969 van Amsterdam naar Driebergen, omdat de huur daar veel goedkoper was. Zij nam haar intrek in villa De Beukenhorst en opende daar tevens een boekenwinkel. Aan het einde van de jaren zeventig belandde de BKV in een identiteitscrisis. Verschillende kenmerkende activiteiten van de organisatie, zoals de kiosken en het recreatiewerk, waren in de loop van de jaren afgestoten, en er waren weinig nieuwe activiteiten voor in de plaats gekomen. Aan het begin van de jaren tachtig vroeg het bestuur zich daarom af of opheffing niet voor de hand lag.

### Ark Mission
De VVHS en BKV gingen opnieuw met elkaar praten over samenwerking. Die gesprekken monde uiteindelijk uit in totale fusie. In 1987 betrok de fusieorganisatie een nieuw kantoor aan de Donauweg in Amsterdam. De officiële naam was VVHS/BKV, maar het boekenfonds droeg de naam Ark Boeken. De VVHS hanteerde die naam al sinds het begin van de jaren tachtig omdat ze had gemerkt dat afnemers liever boeken kochten bij een fonds met een herkenbare naam. Ark Boeken werd steeds vaker gebruikt in naam, mede vanwege de oubolligheid van de oude naam. In 2008 veranderde de organisatie haar naam officieel in Ark Mission. De uitgeverij-activiteiten kregen de naam Ark Media. Onder de eigen naam Ark Mission werden de ideële activiteiten, waaronder met name bijbelverspreiding in het buitenland en de bekende 'bajesagenda', voortgezet.
In de jaren negentig werden er fusiegesprekken gevoerd met het evangelisatieblad de Elisabethbode. Deze plannen liepen uiteindelijk dood op een gezamenlijke personeelsbijeenkomst in september 2000 waar de fusieplannen bekend werden gemaakt. Het personeel van de uitgever vond dat dat zij onvoldoende bij de plannen waren betrokken en vreesde de hiërarchische cultuur bij fusiepartner De Elisabethbode. In de pauze besloot het voltallige personeel onder leiding van Paul Abspoel de bijeenkomst te verlaten.
Paul Abspoel, inmiddels aangetreden als nieuwe uitgever, zorgde voor een verbreding van het boekenfonds. De nadruk kwam minder te liggen op kinderboeken en meer op uitgaven naar volwassenen. Verder werd het belang meer gelegd op eigen, oorspronkelijke Nederlandse uitgaven. Daarnaast had de organisatie steeds meer het imago gekregen van een evangelische uitgever. Abspoel probeerde dat te veranderen door meer ruimte te geven aan auteurs uit de traditionele protestantse kerken.
In 2010 werd de boekhandel in Driebergen gesloten, omdat die activiteiten niet winstgevend waren. Een deel van de activiteiten en personeel werd overgenomen door de IZB die een eigen boekhandel in Amersfoort hadden. Nieuwe fusiegesprekken, ditmaal met Uitgeverij Medema, kwamen niet goed van de grond omdat Henk Medema moeite had met de zakelijke benadering van Hans de Rijk, directeur van Ark Mission.
De uitgeverijactiviteiten van Ark Media werden in 2018 overgenomen door Royal Jongbloed. Volgens Ark Mission-directeur Mark de Boer had de uitgeverij "niet voldoende omvang om het op de lange duur te redden" in een krimpende christelijke boekenmarkt. De naam Ark Media gaat niet verloren, maar is een apart fonds bij Jongbloed. Stichting Ark Mission werd afgeslankt en verhuisde naar Hilversum. De activiteiten richten zich sindsdien op gevangenen, kinderen, eenzamen, zieken en vluchtelingen en worden vrijwel volledig uit (particuliere) fondsenwerving bekostigd.

## Bekende auteurs
- Aukelien van Abbema
- Paul Abspoel
- Anne van der Bijl
- Angelique Bos
- Julliet David
- Jos Douma
- Annemarie van Heijningen-Steenbergen
- Phillip Keller
- Max Lucado
- Wilma Poolen
- Carianne Ros
- Monique Samuel
- Daniel de Wolf